# Hans Gisevius
Hans Gisevius (* 2. Januar 1861 in Memel; † 19. März 1938 in Berlin-Schlachtensee) war ein deutscher Jurist und Verwaltungsbeamter.

## Leben und Tätigkeit
Nach dem Schulbesuch studierte Gisevius Rechtswissenschaften. Am 22. März 1888 wurde Gisevius zum Gerichtsassessor ernannt. Am 24. Juli 1890 folgte die Ernennung zum Regierungsassessor. 
Zum 16. Juni 1895 wurde Gisevius als Regierungsrat beim Provinzial-Schulkollegium in Posen bestallt. Zum 1. Januar 1897 wechselte er zum Provinzial-Schulkollegium in Koblenz. Am 11. März 1926 wurde er in den Ruhestand versetzt.
In den 1920er und 1930er Jahren war Gisevius Mitglied der Evangelischen Generalsynode.
Gisevius’ Sohn war der Jurist, Polizeifunktionär und Widerstandskämpfer gegen das NS-System Hans Bernd Gisevius.